# Eparchia sajańska
Eparchia sajańska – jedna z eparchii Rosyjskiego Kościoła Prawosławnego, z siedzibą w Sajansku. Należy do metropolii irkuckiej.
Erygowana przez Święty Synod Rosyjskiego Kościoła Prawosławnego 5 października 2011 poprzez wydzielenie z eparchii irkuckiej i angarskiej. Obejmuje terytorium części rejonów obwodu irkuckiego.
W 2013 jej pierwszym ordynariuszem został biskup sajański i niżnieudiński Aleksy (Mular).

## Dekanaty
W skład eparchii wchodzą 4 dekanaty:
- sajański;
- niżnieudiński;
- tajszecki;
- tułuński.